# Otan angeli klene
«Otan angeli klene» (en griego: "Όταν Άγγελοι Κλαίνε"; en español: "Cuando los ángeles lloran") es el primer sencillo de la cantante griega Helena Paparizou añadido en su sexto álbum en griego. Es el primer sencillo en griego de la cantante después de su parón para promocionarse en Suecia durante el año 2014. El sencillo comenzó a escucharse en las radios griegas a partir del 16 de febrero, pero no salió a la venta oficialmente en formato digital hasta el 23 del mismo mes. 

## Composición
Otan angeli klene es un mid-tempo compuesto por el mismo equipo sueco musical que garantizó el éxito a Helena Paparizou con Survivor. La música está compuesta por los suecos Henrik Wikström y el famoso compositor para canciones eurovisivas Bobby Ljunggren. La letra original de la canción, Angel, está escrita por Sharon Vaughn, mientras que esta, la de la versión en griego, viene de la mano del ya usual con Paparizou, Yannis Doxas. El tema está producido por el mismo compositor, Henrik Wikström con la colaboración de Amir Aly.

## Promoción

### Videoclip
El videoclip de la canción está dirigido por Sherif Francis. Es un videoclip muy diferente a lo que nos tenía acostumbrados la cantante, ya que en éste el tema principal es la solidaridad y que debemos ayudar a los que más lo necesitan. El protagonista del videoclip es un hombre que va con una caja ayudando a personas que se sienten o desprotegidas, sin nada que comer, entre otras. Al final, él duerme en la calle y se hace una cama con la caja de cartón con la cual iba repartiendo la solidaridad. Una vez está acostado, Helena que lo estaba observando se acerca hasta donde está y le da una nueva caja de cartón.
Fue grabado en Atenas el 24 de febrero de 2015 y se publicó en la cuenta de VEVO de la cantante el 3 de marzo de 2015, es decir, justo una semana después.

## Canciones
Otan Aggeli Klene (Angel)

| N.º | Título                                 | Duración |  |
| 1.  | «Otan Aggeli Klene (Angel)»            | 3:05     |  |
| 2.  | «Otan Aggeli Klene (Angel) - Singback» | 3:05     |  |

## Posicionamiento
| Listas               | Posición más alta |
| -------------------- | ----------------- |
| Greek Airplay Chart  | 4                 |
| Cyprus Airplay Chart | 3                 |
| Greek iTunes Chart   | 16                |